# بواسکوویزنا
بواسکوویزنا (به لهستانی:  Błaskowizna) یک روستا در لهستان است که در گمینا یلنگوو واقع شده‌است.